# Gilles Pisier
Gilles Jean Georges Pisier (ur. 18 listopada 1950 w Numei, Nowa Kaledonia) – francuski matematyk zajmujący się głównie analizą funkcjonalną.

## Życiorys
Uczęszczał do Lycée Louis-le-Grand w Paryżu i studiował w latach 1969-1972 matematykę na École Polytechnique w Palaiseau pod Paryżem, uzyskując Diplôme d’études approfondies na uniwersytecie Paris VII.  
Rozpoczął pracę naukową w Centre national de la recherche scientifique. W roku 1981 został powołany na stanowisko profesora matematyki na uniwersytecie Paris VI. Od roku 1985 jest profesorem matematyki na Texas A&M University. 
Wykładał również gościnnie na Institut des hautes études scientifiques w Paryżu oraz na Institute for Advanced Study w Princeton w stanie New Jersey w USA.
Gilles Pissier zajmuje się m.in. analizą funkcjonalną geometrii przestrzeni Banacha oraz interpolacją przestrzeni Banacha. Opublikował ponad 100 prac naukowych oraz 8 podręczników.  
W roku 2001 otrzymał Medal im. Stefana Banacha. Od roku 2005 jest członkiem zagranicznym Polskiej Akademii Nauk. 
W roku 1983 na Międzynarodowym Kongresie Matematyków w Warszawie wygłosił referat sekcyjny Finite rank projections on Banach-Spaces and a conjecture of Grothendieck. 15 lat później w Berlinie powierzono mu już wykład plenarny.

## Prace naukowe (wybór)
- z Michaelem Marcusem: Random Fourier Series with applications to harmonic analysis, Annals of Mathematics, 1981
- Factorization of linear operators and geometry of Banach spaces, American Mathematical Society, 1986
- The Operator Hilbert Space OH, complex interpolation and tensor norms, Memoirs AMS, 1996
- The volume of convex bodies and Banach Space Geometry. Cambridge University Press, 1989
- Similarity problems and completely bounded maps. Springer, Lecture Notes in Mathematics vol. 1618, 1996, 2001
- An introduction to the theory of operator spaces. Cambridge University Press, 2002